# Behaarte Schlitznase
Die Behaarte Schlitznase (Nycteris hispida), auch Rauhaar-Schlitznase, ist eine in Subsahara-Afrika vorkommende Fledermausart der Gattung der Schlitznasen.

## Beschreibung
Die Behaarte Schlitznase ist eine kleine Fledermausart, deren Gewicht etwa 10 g beträgt. Die Fellfärbung ist variabel und reicht von dunkelbraun/beige bis sepiabraun auf der Rückenseite, die Bauchseite ist heller gefärbt. Die dunklen Flügel sind leicht behaart. Die Ohren sind im Vergleich zu anderen Schlitznasen klein, der Tragus ist halbmondförmig geformt. Wie bei anderen Schlitznasen wirkt das Gesicht oberhalb der Schnauze durch eine Längsfurche zweigeteilt. Die Unterarmlänge beträgt im Mittel etwa 40,2 mm. Durch die dreigeteilten Schneidezähne sowie die deutlich kürzeren Ohren (Länge unter 24 mm) kann die Behaarte Schlitznase von allen anderen afrikanischen Schlitznasen unterschieden werden.

## Verbreitung
Das Verbreitungsgebiet der Schlitznasen erstreckt sich in Subsahara-Afrika von Guinea im Westen über Nigeria, der Demokratischen Republik Kongo und der Zentralafrikanischen Republik bis zum Südsudan und Uganda im Osten. Im südöstlichen Afrika werden Tansania, Mosambik und Sambia besiedelt.

## Lebensweise
Die Behaarte Schlitznase kommt in verschiedenen Habitaten wie Tieflandregenwälder, Waldränder, Sümpfe, Marschland und verschiedene Savannentypen wie Baum- und Strauchsavannen vor. Offene Graslandbereiche sowie Aride Zonen werden gemieden. Tagsüber können Tiere der Art frei hängend in dichter Vegetation gefunden werden, im Gegensatz zu meist dunklen Quartieren in Bäumen, Häusern oder Höhlen, die von den meisten anderen Fledermäusen bevorzugt werden. Behaarte Schlitznasen nutzen ebenfalls diese Quartiere, jedoch in geringerem Umfang. Die Tiere können einzeln, paarweise oder in kleinen Gruppen bis etwa 20 Individuen in den Quartieren angetroffen werden.
Behaarte Schlitznasen haben im Verhältnis zum Körpergewicht kurze und breite Flügel, die eine geringe wing load (Flächenbelastung) aufweisen und dem Tier eine langsame Fluggeschwindigkeit ermöglichen. Behaarte Schlitznasen sind sogenannte Gleaner, d. h. sie sammeln ihre Beute von der Oberfläche der Vegetation oder dem Boden ab, anstatt sie im Flug zu fangen. Die Nahrung besteht unter anderem aus Schmetterlingen und Käfern.

## Etymologie & Forschungsgeschichte
Die Erstbeschreibung der Behaarten Schlitznase erfolgte 1774 durch Johann Christian von Schreber unter dem wissenschaftlichen Namen Vespertilio hispidus in dem Werk Die Säugethiere in Abbildungen nach der Natur mit Beschreibungen. Der Artzusatz „hispidus“ kommt aus dem Lateinischen und bedeutet „struppig“, was auf die behaarte Längsfurche über der Schnauze Bezug nimmt. Die Behaarung an der Längsfurche ist jedoch auch bei anderen Schlitznasen vorhanden.

## Gefährdung
Seitens der IUCN wird die Art auf Grund des großen Verbreitungsgebiets und der vermutlich großen Populationsgröße als nicht gefährdet („least concern“) eingestuft.